# (18531) Strakonice
(18531) Strakonice (1996 XM2) – planetoida z pasa głównego asteroid okrążająca Słońce w ciągu 3,29 lat w średniej odległości 2,21 j.a. Odkryta 4 grudnia 1996 roku.